# Cri de cœur
Cri de cœur est un ballet en deux actes d'Alan Lucien Øyen (en), créé au palais Garnier le 20 septembre 2022 avec le corps de ballet de l'Opéra national de Paris. L'œuvre évoque les thèmes de la maladie et de la mort avec une approche s'inscrivant dans la danse-théâtre ; ainsi, de nombreux dialogues accompagnent ou entrecoupent les chorégraphies.

## Historique
Cri de cœur est commandé par Aurélie Dupont, alors directrice de la danse à l’Opéra de Paris, à Alan Lucien Øyen (en), chorégraphe norvégien alors peu connu en France. La directrice laisse une carte blanche à l'artiste. Les répétitions commencent en février 2020, un mois avant le premier confinement lié à la pandémie de Covid-19,. Alan Lucien Øyen travaille avec trente-cinq danseurs, dont la soliste Marion Barbeau. Lors des premières répétitions, il questionne les danseurs sur des sujets intimes, puis les invite à improviser de petites chorégraphies. Il filme, prend des notes, revient la séance suivante avec des idées de mouvements, travaillant notamment sur l'exécution de « gestes du quotidien ». Les répétitions reprennent en 2022, après deux ans d'interruption due à la pandémie de Covid-19.
Le ballet est présenté pour la première fois au palais Garnier le 20 septembre 2022 avec le corps de ballet de l'Opéra national de Paris et la participation d'Héléna Pikon, interprète essentielle pendant 28 ans du Tanztheater Wuppertal fondé par Pina Bausch, référence de la danse-théâtre.

## Argument
Cri de cœur présente une jeune danseuse (interprétée lors de la création par Marion Barbeau) atteinte d'un cancer, qui meurt à la fin de l'œuvre. Un étrange personnage, nommé Personne, s'installe chez elle. Apparaissent également une mère (interprétée par Héléna Pikon lors de la création) en difficulté avec un fils blessé et délaissé.
Øyen, avec le dramaturge Andrew Wale, s'inspire du livre de Paul Kalanithi (en), Quand le souffle rejoint le ciel (en), que l'auteur, neurochirurgien, a écrit sur le cancer dont il était atteint. Le ballet évoque la mort, la maladie, les différences entre le réel et la fiction, la vérité et l'illusion ou encore la manière de se représenter à soi-même et aux autres,.

## Chorégraphies
Øyen et son chorégraphe associé Daniel Proietto laissent une large place à l'improvisation des danseurs. Les scènes de solo remarquées alternent avec des scènes d'ensemble plus classiques. Souvent, les mouvements recherchent à reproduire des « gestes du quotidien » dépourvus de sens mais non pour autant abstraits.

## Décors et costumes
Les décors sont l'œuvre d'Alexander Eales, et s'inspirent notamment des dioramas et du cinéma hollywoodien des années 1950 aux couleurs exagérées. Des panneaux sur roulettes sont manipulés par des techniciens, faisant et défaisant différentes pièces : une chambre, une cuisine, une salle à manger, etc. Parfois, l'image en noir et blanc d'une caméra tenue sur scène filmant un interprète est projetée en format géant au-dessus de la scène,,. Les lumières et la vidéo sont conçues par Martin Flack.
Les costumes imaginés par Stine Sjøgren sont dessinés pour s'accorder avec les décors, ou à l'inverse pour y paraitre déplacés. Ils explorent le thème de la maladie et de la façon de la cacher ou non, avec notamment des t-shirts imprimés de photos d'organes malades, recouverts en partie par d'autres vêtements,. Des masques d'animaux surréalistes ont aussi été créés.

## Musique
Le design sonore est conçu par Gunnar Innvær. Certains danseurs portent un micro, leur permettant de parler voire de chanter. On reconnait notamment les morceaux All Armed de Nils Frahm et The Wife de Jocelyn Pook. Les musiques sont choisies par Øyen au fur et à mesure de l'élaboration du ballet, piochant notamment dans le répertoire de musique de films de différents compositeurs.

## Accueil
Pour Rosita Boisseau dans Le Monde, Øyen « tire son épingle du jeu avec une manière rien qu’à lui, beaucoup plus folle et surréaliste, plus mélancolique également, de mettre les tripes et les états d’âme sur la table. Même si trop long, trop sentimental, même si trop psy-show ras l’Œdipe… La beauté et les obsessions de Cri de cœur, son esthétique aux accents kitsch parfois, signent l’univers d’un auteur. ».
Plus négative, Emmanuelle Bouchez estime dans Télérama que « ce spectacle ne tient pas jusqu’au bout la promesse d’une aventure envoûtante. Il se fourvoie dans la répétition et le bavardage. ». Dans Les Échos, Philippe Noisette, tout en saluant les chorégraphies et les performances des solistes — Marion Barbeau et Héléna Pikon en tête — estime qu'Øyen « a plaqué des réflexions sur la mort et la mémoire qui flirtent parfois avec la pseudo-philosophie » sur une création qui « se perd en chemin à trop vouloir dire ou montrer » où « la danse surnage plus qu'autre chose ». Pour Roslyn Sulcas (en) du New York Times, Øyen n'arrive pas au niveau des créations de Pina Bausch et de son Tanztheater Wupperta, référence de la danse-théâtre : « Bien que les danseurs qui s'expriment s'en sortent plutôt bien, l'exécution semble inauthentique. C'est parce que, outre la banalité du texte, il est impossible d'appliquer les méthodes de Bausch (utilisées pendant des décennies de réflexion et de perfectionnement avec les mêmes artistes) à la manière d'une formule à utiliser dans n'importe quel contexte, avec des artistes qui n'ont aucune expérience de ce processus. ».